# Robert Piris Da Motta
Robert Piris Da Motta, vollständiger Name Robert Ayrton Piris da Motta Mendoza, (* 26. Juli 1994 in Ciudad del Este) ist ein paraguayischer Fußballnationalspieler. Er wird auf der Position eines defensiven Mittelfeldspielers eingesetzt, alternativ auch im zentralen Mittelfeld oder im Sturm. Sein spielstarker Fuß ist der Rechte.

## Karriere

### Verein
Piris Da Motta begann 2005 im Nachwuchsbereich des Club Rubio Ñu. Bei dem Klub schaffte Piris Da Motta 2010 den Sprung in den Profikader. Sein erstes Spiel in der Primera División bestritt Piris Da Motta am 12. Mai 2010 im Auswärtsspiel gegen Sportivo Luqueño. In dem Spiel stand er in der Startelf. In der Saison kam Piris Da Motta noch zu drei weiteren Einsätzen. Auch 2012 musste er sich mit acht Einsätzen noch mit der Rolle eine Reservespielers begnügen. In den Folgejahren etablierte er sich Zug um Zug als Stammspieler. Sein erstes Tor in der Liga erzielte Piris Da Motta in der Saison 2014 zuhause am 2. Oktober 2014 gegen den 12 de Octubre FC. Bei dem 3:1-Sieg erzielte er in der 3. Minute das 1:0. Im Februar 2015 betritt er dann bereits sein 100. Spiel für Rubio Ñu.
Zur Clausura 2015 wurde Piris Da Motta an den Club Olimpia| ausgeliehen. Mit dem Klub konnte er 2015 diese gewinnen. Bei  Olimpia  gab Piris Da Motta sein Debüt auf internationaler Klubebene. In der Copa Sudamericana 2015 traf sein Klub am 12. August 2015 in der ersten Runde des Wettbewerbs auf den CD Huachipato. In dem Spiel wurde er in der 75. Minute für Iván Arturo Torres eingewechselt.
Im Juli 2016 kehrte Piris Da Motta zu Rubio Ñu zurück, nachdem er sich mit Olimpia nicht über einen Vertragsverlängerung einigen konnte. Olimpia wollte eine Kaufoption von 50 % der Transferrechte wahrnehmen und Piris Da Motta für fünf Jahre an sich binden. Ein Streitpunkt in den Verhandlungen war die Besoldung. Olimpia bot dem Spieler 20.000 USD an, aber Piris Da Motta verlangte 40.000. Zudem gab es Unstimmigkeiten zwischen den Klubs über die vereinbarte Transfersumme. Nachdem die Verhandlungsdetails an Öffentlichkeit gekommen waren, sah Piris Da Motta eine vertrauensvolle Zusammenarbeit nicht mehr gegeben. Der Rechtsanwalt von Olimpia kündigte daraufhin eine Klage wegen Vertragsverletzung an. Im Februar 2017 wurde die Klage von Olimpia gegen Piris Da Motta zurückgezogen.
Im Januar 2017 wurde bekannt, dass Piris Da Motta nach Argentinien wechseln wird. Er unterzeichnete einen Kontrakt beim Club Atlético San Lorenzo de Almagro. Für 50 % der Transferrechte zahlte der Klub eine 750.000 USD. Der Vertrag erhielt eine Laufzeit bis Juni 2021. In der argentinischen Primera División Piris Da Motta in der Saison 2016/17 sein Debüt. Am 8. April 2017, dem 19. Spieltag der Saison, stand er im Heimspiel gegen den CA Sarmiento in der Startelf. Dieses blieb sein einziger Einsatz in der Saison, ansonsten saß er im Ligawettbewerb noch vier Mal auf der Reservebank. In der Folgesaison kam er dann zu 20 Einsätzen, davon siebzehn in der Startformation. Ein Tor gelang ihm dabei nicht. Nach Ende der Saison 2017/18 wurde der erneute Wechsel von Piris Da Motta verlautbart.
Er ging nach Brasilien, wo er sich dem CR Flamengo in Rio de Janeiro anschloss. Der Kontrakt erhielt eine Laufzeit bis Dezember 2020. Sein erstes Pflichtspiel für Flamengo bestritt Piris Da Motta in der Série A 2018 der obersten brasilianischen Liga. Am 12. August 2018 traf Flamengo, am 18. Spieltag der Saison, im Heimspiel gegen den Cruzeiro EC. In dem Spiel stand er in der Anfangsformation. Im Januar 2019 stellte sich der erste Erfolg mit Flamengo ein. Piris Da Motta gewann mit dem Klub ein Freundschaftsklubturnier den Florida Cup und im April die Staatsmeisterschaft von Rio de Janeiro. Am 23. November 2019 folgte die Copa Libertadores 2019 (zehn Spiele, ein Tor). Einen Tag später fiel in der Série A 2019 die Vorentscheidung zu Gunsten von Flamengo und Piris Da Motta konnte auch diesen Titel feiern. Im Zuge des Titelgewinns trug er in 22 Spielen drei Tore bei.
Nach Auslaufen seines Vertrages mit Flamengo Ende 2021, ging Piris Da Motta zurück in seine Heimat. Hier unterzeichnete er beim Club Cerro Porteño einen Vierjahreskontrakt. Im September 2024 erhielt er hier eine Fristverlängerung bis 2027.

### Nationalmannschaft
Piris Da Motta war bereits im Nachwuchsbereich der Nationalauswahl Paraguays aktiv. Er nahm mit der Paraguay U-17 an der U-17-Fußball-Südamerikameisterschaft 2011.
Zwei Jahre später nahm er Mitglied des Paraguay U-20 Teams bei der U-20-Fußball-Südamerikameisterschaft 2013 sowie bei der U-20-Fußball-Weltmeisterschaft 2013.
2015 erfolgte seine erste Berufung in den A-Kader der Nationalelf. Im Freundschaftsspiel gegen die Auswahl Chiles am 5. September 2015 war Piris Da Motta Teil der Mannschaft, saß aber lediglich auf der Ersatzbank. Ein Jahr später kam er dann zu seinem ersten Einsatz. Im Freundschaftsspiel gegen Mexiko am 28. Mai 2016 stand Piris Da Motta in der Startelf.

## Erfolge
Club Olimpia
- Primera División: Clausura 2015

Flamengo
- Taça Rio: 2019
- Staatsmeisterschaft von Rio de Janeiro: 2019, 2020
- Copa Libertadores: 2019
- Brasilianischer Meister: 2019
- Taça Guanabara: 2020
- Recopa Sudamericana: 2020